# Glacier de la Plaine Morte
Le glacier de la Plaine Morte est un glacier situé à 2 927 m d'altitude dans le canton de Berne en Suisse et fait partie des plus grandes plaines glaciaires des Alpes. Le glacier couvre un peu plus de sept kilomètres carrés et se trouve dans le massif du Wildstrubel dans l'Oberland bernois.
La région de la Plaine Morte se trouve au-dessus de Crans-Montana et est accessible depuis la station valaisanne, par la télécabine des Violettes et le funitel de la Plaine Morte.
On dit qu'autrefois la région du glacier de la Plaine Morte était un alpage. Un radar météorologique de MétéoSuisse est installé sur le sommet de la pointe de la Plaine Morte depuis 2014. La pratique du ski de fond en été était encore possible jusqu'à la fin des années 2000.
Les eaux du glacier se déversent en grande partie dans la Simme, qui est un affluent de l'Aar, par les 7 fontaines de la Simme. Dans une moindre mesure le glacier alimente en Valais la Tièche : cours supérieur de la Raspille.
Le canton du Valais revendiqua la propriété territoriale du glacier jusqu'à ce que le Tribunal fédéral l'attribuât à la commune bernoise de la Lenk dans l'Oberland, estimant que dorénavant la ligne naturelle du partage des eaux faisait office de frontière entre les cantons de Berne et du Valais.

## Évolution

Évolution du glacier en mètres. En vert, les différences de longueur cumulées. En rouge, les variations de longueur annuelles.